# 543081 Albertducrocq
543081 Albertducrocq è un asteroide della fascia principale. Scoperto nel 2013, presenta un'orbita caratterizzata da un semiasse maggiore pari a 2,762490 UA e da un'eccentricità di 0,182945, inclinata di 12,875680° rispetto all'eclittica.